# Europastraße 32
Die Europastraße 32 (Kurzform: E 32) führt in west-östlicher Richtung von Colchester nach Harwich. Die kurze Verbindung bietet den Anschluss an die Fähren von Harwich zum Kontinent. Mit wenig mehr als 30 Kilometern Streckenlänge ist die E 32 eine der kürzesten Europastraßen.
Sie beginnt als Abzweig von der Europastraße 30 nordöstlich von Colchester und führt auf der Strecke der A120 durch Essex an Hare Green, Elmstead Market, Wix und Ramsey nach Harwich.